# 2418 Voskovec-Werich
2418 Voskovec-Werich è un asteroide della fascia principale. Scoperto nel 1971, presenta un'orbita caratterizzata da un semiasse maggiore pari a 3,1249517 UA e da un'eccentricità di 0,1584732, inclinata di 1,31699° rispetto all'eclittica.
Dal 4 giugno 1993, quando 2281 Biela ricevette la denominazione ufficiale, al 3 maggio 1996 è stato l'asteroide non denominato con il più basso numero ordinale. Dopo la sua denominazione, il primato è passato a (2472) 1973 DG.
L'asteroide è dedicato agli attori cechi George Voskovec e Jan Werich.